# Incidente di Gleiwitz

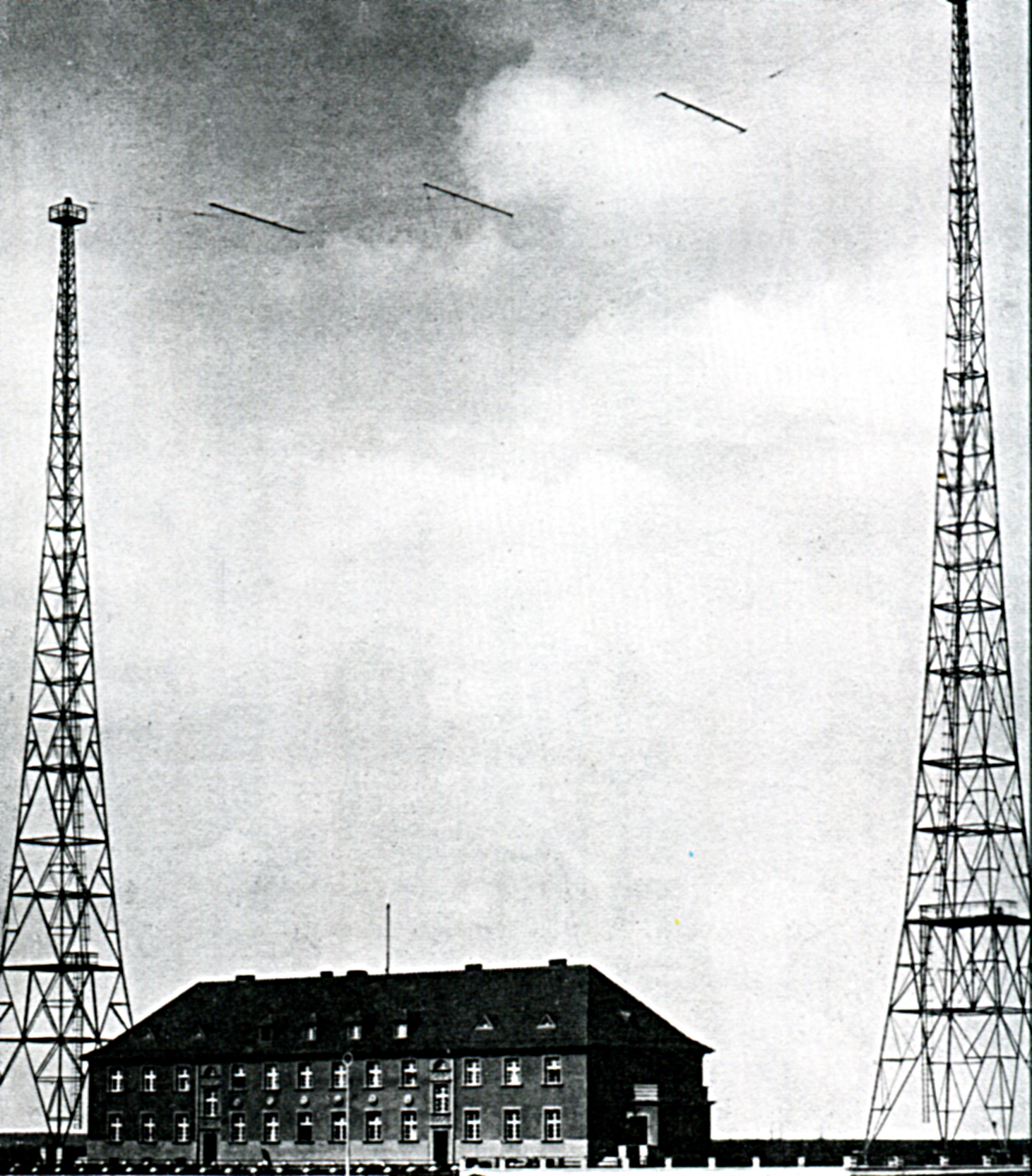
La stazione e la torre radio di Gliwice, teatro dell'incidente.

L'incidente di Gleiwitz fu un finto attacco inscenato contro la stazione radio tedesca di Gleiwitz (l'attuale Gliwice) il 31 agosto 1939 che costituì il casus belli del quale Adolf Hitler si servì per giustificare agli occhi dell'opinione pubblica tedesca l'invasione della Polonia il giorno seguente da parte della Wehrmacht, dando così inizio alla seconda guerra mondiale.

## Storia

### Le richieste di Hitler alla Polonia
Durante i mesi che precedettero l'inizio del conflitto Hitler, dopo l'Anschluss e l'occupazione della Cecoslovacchia, avvenute senza incontrare resistenza armata, nel quadro della dottrina contenuta nel Generalplan Ost, rivolse quindi le sue mire espansioniste alla Città Libera di Danzica, staccata territorialmente e indipendente dalla Germania a seguito del Trattato di Versailles dopo la fine della prima guerra mondiale, volendola annettere nel Reich, giustificando questa sua pretesa col fatto che fosse abitata in massima parte da cittadini di lingua tedesca.
Questa richiesta, unita a quella della costruzione di una ferrovia ed un'autostrada, con caratteri extraterritoriali, che collegasse Danzica alla Germania, passando attraverso il "corridoio", fu respinta dal Governo polacco e dopo un'intensa attività diplomatica che coinvolse anche l'Unione Sovietica e la Gran Bretagna, Hitler lanciò un ultimatum che venne nuovamente respinto e il 30 agosto 1939, l'ambasciatore polacco Józef Lipski fu chiamato a colloquio con il ministro degli esteri tedesco Joachim von Ribbentrop, che gli chiese se fosse in possesso di pieni poteri per trattare, ottenendone una risposta negativa. Immediatamente la Germania trasmise a Francia e Inghilterra la comunicazione del rifiuto polacco di trattare le loro richieste, facendo così venire meno nella politica espansionista tedesca la possibilità di annettersi pacificamente l'area di Danzica.

### La pianificazione dell'incidente

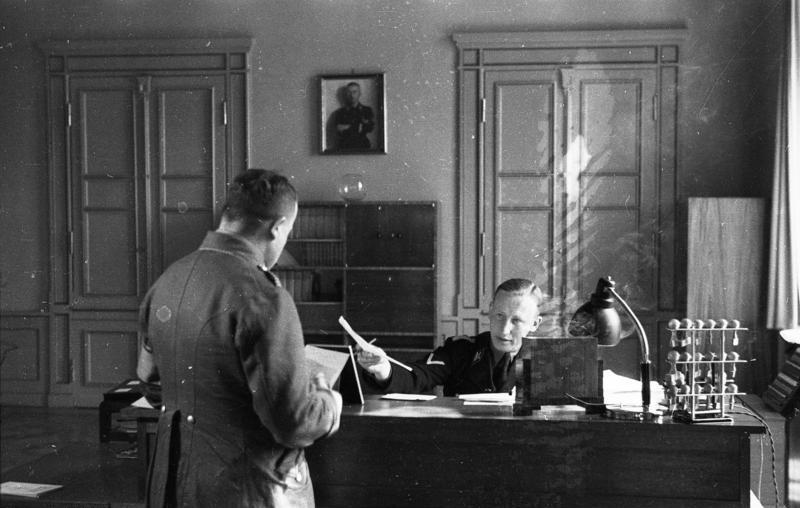
Il Brigadeführer Reinhard Heydrich e, di spalle, lo Sturmbannführer Alfred Naujocks

Hitler aveva deciso di iniziare la guerra il 26 agosto 1939 e le forze tedesche avevano iniziato a muoversi verso le linee di partenza il giorno precedente. L'annuncio del patto di sicurezza anglo-polacco nel pomeriggio del 25 agosto però spinse il Führer a posporre l'attacco, ma la comunicazione non raggiunse tutti i reparti; ci fu una serie di scontri al confine, compreso un tentativo da parte di un'unità del Brandeburg di impadronirsi di un nodo ferroviario e di una galleria sullo strategico passo di Jablonka che attraversava i Carpazi meridionali. Per alcuni giorni le truppe tedesche continuarono a muoversi sul confine; le pattuglie intensificarono le loro attività di ricognizione e sabotaggio e la Luftwaffe continuò i suoi voli di ricognizione ad alta quota. Le attività tedesche lungo la frontiera resero chiaro ai polacchi che i loro vicini si stavano preparando a un attacco in forze e il 30 agosto il maresciallo Edward Rydz-Śmigły ordinò la mobilitazione generale, annullata poco dopo su richiesta francese nella speranza di impedire l'attacco tedesco evitando quella serie di mobilitazioni concatenate che avevano contribuito allo scoppio della prima guerra mondiale.
Il 31 agosto la situazione al confine divenne critica e Rydz-Śmigły ordinò nuovamente la mobilitazione generale, Hitler continuava a sperare che le forze occidentali si sarebbero astenute dall'intervenire in aiuto dei polacchi e così si inventò un pretesto per far ricadere la colpa sui polacchi. Esaurite le possibilità diplomatiche e scaricando sulla Polonia le colpe del mancato raggiungimento di soluzioni negoziali, il Führer riuscì a creare anche il casus belli per iniziare la guerra, divenuto poi noto come l'"incidente di Gleiwitz", che venne reso noto al mondo alle ore 20 del 31 agosto. Alla fine di luglio Hitler aveva chiesto all'Abwehr, il servizio d'intelligence militare tedesco, di aiutare Reinhard Heydrich, allora capo della Gestapo, a preparare un'operazione speciale: dovevano essere reperite 150 uniformi polacche, armi e libretti paga dell'esercito polacco forniti dal capo del servizio segreto ammiraglio Wilhelm Canaris, e messi a disposizione alle 364 SS del reparto comandato dall'Obergruppenführer Alfred Naujocks, incaricato dell'azione. Alcuni degli uomini impiegati avrebbero dovuto conoscere la lingua polacca. Gli elementi del Sicherheitsdienst, il servizio segreto delle SS, così camuffati, avrebbero avuto l'incarico di compiere azioni di attacco o di sabotaggio alle installazioni tedesche che si trovavano sul confine con la Polonia e in particolare fu scelta la stazione radio sita a Gleiwitz, nella regione della Slesia.
Questa prevedeva l'esplosione di colpi di arma da fuoco a vuoto contro altri elementi dell'SD, con indosso uniformi delle guardie di confine tedesche, l'occupazione della stazione radio e l'interruzione dei programmi allo scopo di trasmettere un messaggio antitedesco; per rendere maggiormente credibile l'accaduto furono prelevati prigionieri dai tratti slavi dai campi di concentramento, i quali, dopo essere stati vestiti con le uniformi polacche, sarebbero stati uccisi e lasciati sul posto, a beneficio dei fotografi e dei cronisti stranieri fatti arrivare sul posto, come prova dell'incursione polacca in territorio tedesco.

### L'azione

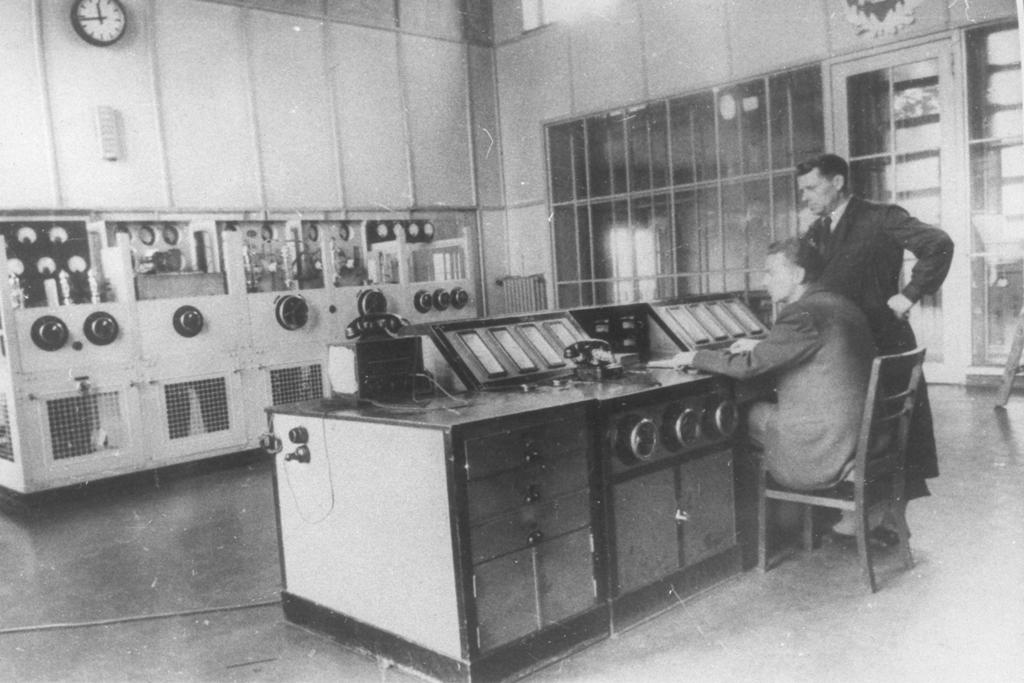
L'interno della stazione radio di Gleiwitz

Alle ore 20:00 del 31 agosto, quando già da molte ore Hitler aveva ordinato l'attacco contro la Polonia che avrebbe avuto inizio alle ore 04.45 del giorno successivo, Naujocks e i suoi 12 uomini simularono l'assalto alla stazione e, dopo avere interrotto il programma in quel momento in onda, misero in atto il piano: dal microfono furono udite grida, spari e messaggi sediziosi rivolti alle minoranze polacche nella Germania orientale affinché prendessero le armi contro i tedeschi. Prima che la squadra dell'SD si allontanasse, vennero lasciati sul posto alcuni cadaveri come prova dell'avvenuto incidente.

Immediatamente la macchina della propaganda si mise in moto e le fonti tedesche comunicarono che: 
 e che questi erano stati 
Il mattino del 1º settembre, a invasione della Polonia già in corso, i giornali uscirono con la notizia della provocazione polacca mentre Hitler, durante la lettura alla nazione del messaggio di entrata in guerra, denunciò altri 13 attacchi a installazioni tedesche. 
Questa invasione, da parte dei tedeschi, a danno della Polonia si prolungò fino al 6 ottobre 1939. 
La torre della radio scampò poi alle distruzioni della seconda guerra mondiale e rimase funzionante fino al 2004. 

## Influenza culturale
- L'episodio è al centro della trama del film del 1961 Der Fall Gleiwitz del regista della Germania Est Gerhard Klein.
- Successivamente anche il film polacco Operacja Himmler del 1979 raccontò tale evento.
- Il film Il tamburo di latta, tratto dall'omonimo romanzo di Günter Grass, cita brevemente tale episodio.